# ロイス・チャイルズ
ロイス・チャイルズ（Lois Chiles、1947年4月15日-）は、アメリカ合衆国の女優。

## 来歴
テキサス州ヒューストン出身。石油採掘関連企業ザ・ウェスタン・カンパニー・オブ・ノース・アメリカの創業者で、メジャーリーグベースボール球団テキサス・レンジャーズのオーナーだったエディ・チャイルズの姪に当たる。
ファッション・モデルとして活躍した後、映画女優となる。『007 ムーンレイカー』でボンドガールとなった。人気テレビドラマ『ダラス』にも、1シーズンの間レギュラー出演している。

## 主な出演作品
- 追憶 　The Way We Were （1973）
- 華麗なるギャツビー　The Great Gatsby （1974）
- コーマ　Coma （1977）
- ナイル殺人事件　Death on the Nile （1978）
- 007 ムーンレイカー　Moonraker（1979）
- ブロードキャスト・ニュース　Broadcast News（1987）
- クリープショー2/怨霊　Creepshow 2 （1987）
- 夢の涯てまでも　Untile the End of the World （1991）
- 錆びついた銃弾　Diary of a Hitman （1991）
- フェティッシュ　Curdled （1996）
- スピード2　Speed 2:Cruise Control （1997）